# 田子 (南投縣竹山鎮)
田子，原寫為田仔，是台灣南投縣竹山鎮的一個傳統地域名稱，位於該鎮中部。相較於今日行政區，其範圍大致與田子里相近。

## 歷史
台灣清治末期至日治初期，田子地區為一街庄，稱為「田仔庄」，隸屬於鯉魚頭堡。該庄北及東北隔過溪與下崁庄、大坑庄為界，東邊南段與大鞍庄為鄰，南邊為山坪頂庄，西邊為福興庄。
1901年（日治明治三十四年）11月，全台廢縣廳改設二十廳，該庄隸屬於斗六廳。1903年（明治三十六年）6月，該庄編入「勞水坑區」，隸屬於南投廳。1909年（明治四十二年）10月，合併二十廳為十二廳，勞水坑區改隸屬於南投廳。1920年（大正九年），全台地方制度大改正，廢十二廳改設五州二廳，該庄改制並雅化為「田子」大字，隸屬於臺中州竹山郡竹山庄。1931年，竹山庄升格為竹山街。
戰後竹山街改制為竹山鎮，隸屬於臺中縣，大字亦改制為里。1950年10月，中、彰、投分治，竹山鎮改隸屬南投縣。

## 聚落
本地區發展較早的聚落有外田仔、內田仔等，在日治期初期的官方地圖上已有記載。此外，本地區尚有田子、乾坑、流藤坪、大人凍、槍櫃等聚落。

## 交通
省道台3線（大明路、集山路三段）俗稱「內山公路」，是臺北至屏東的幹道，大致以東北東—西南西走向繞大彎轉東北微北—西南微南走向再轉東南東—西北西走向再轉南南東—北北西走向再繞大彎轉東南東—西北西走向經過田子區北部邊界外不遠處。由該道路向東北東轉北北東經國道3號竹山交流道連絡道路口後轉西北微北再轉北可前往名間、南投、草屯、霧峰等地；向西北西經國道3號南雲交流道連絡道路口後可前往林內、斗六、古坑、梅山等地。
鄉道投49線（大人凍林道）是竹山至龍鳳峽的道路，大致經過本地區東部山區。由該道路向北北西蜿蜒而行可前往大坑並止於鄉道投48線路口；向東南可前往大鞍南部、勞水坑東北部的龍鳳峽並止於鄉道投51線終點路口。
鄉道投49-1線（田東路）是過溪至田子的道路，大致經過本地區北部。由該道路向西可前往福興北部的過溪聚落並止於縣道149號路口；向東可前往大坑地區中部偏西並止於鄉道投49線路口。

## 學校
- 文田國小